# Суховієнко Дмитро
Дмитро Суховієнко (нар. у 1972 р.) — український піаніст.

## З творчої біографії
З 7 років навчатися гри на фортепіано почав у Київській середній спеціалізованій музичній школі-інтернаті імені М. В. Лисенка. Закінчив Національну музичну академію України імені П. І. Чайковського в класі професора Всеволода Воробйова. Продовжувач традицій фортепіанної школи Фелікса Блуменфельда. Продовжив навчання у Швейцарії в Музичній академії Ієгуді Менухіна, згодом — у консерваторії міста Невшатель (клас професора Пола Коукера), яку закінчив в 1999 році із відзнакою.
Переможець конкурсу «Prix de Virtuosite»-1999. Брав уроки в майстер-класах таких відомих музикантів, як Баррі Дуглас, Пауль Бадура-Скода, Дмитро Башкіров, Філіпп Ентрамо та ін.
ІІ премія на міжнародних конкурсах імені Клари Шуман в Дюссельдорфі (Німеччина) та І премія у місті Сан-Бартоломео (Італія). Виступав з концертами із Дюссельдорфським, Новосибірським, Львівським, Страсбурзьким і Запорізьким філармонійними оркестрами, Національним симфонічним оркестром Домініканської Республіки, Заслуженим академічним симфонічним оркестром Національної радіокомпанії України, Академічним симфонічним оркестром Національної філармонії України, Лондонським камерним оркестрам.
З 2005 року піаніст має статус Bosendorfer artist, що дало йому можливість успішно дебютувати в одному із найпрестижніших концертних залів світу — Musikverein у Відні. У 2009 році Дмитро Суховієнко виступав в залі Європейського парламенту і у найзнаменитішому залі Бельгії — Бозар.
Дмитро Суховієнко записав п'ять дисків, постійно виступає на престижних музичних фестивалях. У 2004 р. під патронатом ЮНЕСКО був знятий документальний фільм про творче життя Дмитра Суховієнка.
У 2012 році Дмитро Суховієнко був запрошений з концертами в рамках «Тижня Франкофонії» в Саудівській Аравії. В тому ж році він бере участь як член журі в Міжнародному конкурсі Лисенка в Києві.
З жовтня 2012 року Дмитро Суховієнко призначений Артистичним директором серії концертів в Європейському парламенті в Брюсселі.